# العاطفة في التعليم
أصبحت أهمية العاطفة في التعليم موضوعًا يشهد اهتمامًا متزايدًا في مجالات علم النفس والتعليم. من الآراء التي يتبناها الجميع أنه ينبغي المزج بين المناهج التعليمية والثقافة العاطفية. ومن أمثلة هذه المناهج التعليمية استخدام اللغة الإنجليزية لزيادة المفردات العاطفية والكتابة عن النفس والتاريخ لمناقشة العاطفة في أحداث جدليّة مثل الإبادة الجماعية. ويعرف هذا النوع من المناهج بالتعليم العلاجي. ووفقًا لإيكلستون وهايز، يركز التعليم العلاجي على العاطفة أكثر من العقل.

## توجهات المربي
من أجل تطبيق هذه المناهج، من الضروري أن يكون المربون على علم بأهمية الثقافة العاطفية. ويعد التحري عن توجهات المربي والدارس نحو الثقافة العاطفية موضع بحث دائمًا. وقد وجد الباحثون أن الموظفين لديهم مفاهيم تشكل ما يعتبر ثقافة وجدانية منها الوعي الذاتي للمشاعر الخاصة بالمرء واستخدام اللغة الوجدانية وإدراك أن الأطفال لديهم مشاعر تحتاج إلى أن تؤخذ في الاعتبار. وإضافة إلى ذلك، ناقش الموظفون ضرورة وجود مربين جميعهم حريص على خلق مدرسة بها ثقافة وجدانية وناقشوا الآثار الضارة لوجود مرب واحد لا يدعم هذه المبادرة.

## توجهات المدارس
فحص روفي (2008) تأثير الثقافة العاطفية على المدرسة ككل باستخدام تحليل البيئي. وجد أن التغيير الإيجابي كان تدريجيًا وساهمت فيه عوامل متعددة. فعلى سبيل المثال، فإن المعلمين الذين كانوا يشعرون بأنهم محل تقدير بالغ ويتم الرجوع إلى مشورتهم في وضع السياسات كانوا أكثر سعادة في العمل. وفي المقابل، شعر هؤلاء المعلمون بأنهم أكثر استعدادًا للتعامل مع الصراعات التي كانت تنشأ داخل الفصول الدراسية، وعندما جرب الطلاب هذا النهج الإيجابي كانوا أكثر تعاونًا. وهذا يبين كيف أن إدراج الثقافة العاطفية في تعليم الطفل هو جهد تعاوني على مستوى المدرسة.

## التمويل
من أمثلة التمويل الحكومي لنشر الثقافة العاطفية مبادرة كل طفل مهم (Every Child Matters).

## الانتقادات
هناك انتقادات بأن نشر الثقافة العاطفية في المناهج يدور حول فكرة أنه على الرغم من أن تلك الثقافة حسنة النوايا، فإن تصميمها يعمل على إلغاء تمكين الطلاب.